# Weynshet Ansa
Weynshet Ansa (née le 9 avril 1996) est une athlète éthiopienne spécialiste du 3 000 m steeple.

## Biographie
Elle remporte la médaille de bronze du 3 000 m steeple lors des Championnats d'Afrique 2016, à Durban, devancée par les Kényanes Norah Jeruto et Agnes Chesang.

## Palmarès
| Date | Compétition                    | Lieu    | Résultat | Épreuve         | Temps         |
| ---- | ------------------------------ | ------- | -------- | --------------- | ------------- |
| 2013 | Championnats d'Afrique juniors | Bambous | 1re      | 3 000 m steeple | 9 min 59 s 46 |
| 2013 | Championnats du monde jeunesse | Donetsk | 3e       | 2 000 m steeple | 6 min 30 s 05 |
| 2014 | Championnats du monde juniors  | Eugene  | 5e       | 3 000 m steeple | 9 min 59 s 31 |
| 2016 | Championnats d'Afrique         | Durban  | 3e       | 3 000 m steeple | 9 min 39 s 89 |
| 2019 | Jeux africains                 | Rabat   | 3e       | 3 000 m steeple | 9 min 38 s 56 |

### Records
| Épreuve         | Performance   | Lieu           | Date           |
| --------------- | ------------- | -------------- | -------------- |
| 3 000 m steeple | 9 min 30 s 03 | Székesfehérvár | 3 juillet 2017 |